# Denza N9
O Denza N9 (em chinês: 腾势N9; pinyin: Téngshì N9) é um SUV de luxo de grande porte com três fileiras de assentos, produzido pela Denza, uma marca premium da BYD Auto. Lançado em 15 de novembro de 2024, no Salão do Automóvel de Guangzhou, o N9 teve pré-vendas iniciadas em 21 de fevereiro de 2025 e vendas oficiais a partir de 21 de março de 2025. Disponível em versões híbrido plug-in (PHEV) e elétrico a bateria (BEV), o N9 foi projetado por Wolfgang Egger e combina design sofisticado, desempenho excepcional e tecnologias avançadas, como o sistema de condução autônoma God's Eye B DiPilot 300. Posicionado como concorrente de SUVs premium como o Li Auto L9 e o Aito M9, o N9 é voltado inicialmente para o mercado chinês, com planos de exportação para Ásia e Europa.

## Histórico
O Denza N9 foi desenvolvido para fortalecer a presença da Denza no segmento de SUVs de luxo, seguindo o sucesso de modelos como o Denza N7 e Denza N8. Após a BYD assumir o controle total da marca Denza em setembro de 2024, encerrando a joint venture com a Mercedes-Benz, o N9 foi concebido como um veículo flagship, integrando as mais recentes inovações da BYD em eletrificação e condução autônoma. O SUV foi projetado para atender famílias e executivos, oferecendo espaço para seis passageiros em uma configuração de três fileiras.

## Design
O Denza N9 exibe um design robusto e elegante, com:
- Faróis LED estreitos e grade frontal minimalista;
- Linhas aerodinâmicas e maçanetas retráteis;
- Rodas de liga leve de até 22 polegadas.

O interior é equipado com materiais premium, incluindo couro Nappa e acabamentos em madeira, além de:
- Painel digital integrado com tela de infotainment de alta resolução;
- Assentos ajustáveis com aquecimento, ventilação e massagem;
- Dois refrigeradores (4 L frontal e 10 L traseiro);
- Sistema de som premium com tecnologia surround.

## Tecnologia
O N9 incorpora inovações avançadas:
- Suspensão DiSus-A: Ajusta altura e amortecimento para conforto e estabilidade, ideal para longas viagens.
- God's Eye B DiPilot 300: Sistema de condução autônoma com sensores LiDAR, câmeras e radar, suportando:
  - Navegação autônoma em rodovias e áreas urbanas;
  - Estacionamento automático com precisão;
  - Monitoramento de tráfego em 360 graus.
- Carregamento rápido: Suporta até 230 kW (DC), adicionando 300 km de autonomia em 15 minutos.

A tecnologia CTB (cell-to-body) da BYD integra a bateria à estrutura, aumentando a rigidez torcional e o espaço interno.

## Desempenho
O Denza N9 oferece duas configurações de trem de força:
| Variante | Motor                   | Potência        | Bateria   | Autonomia (CLTC)                        | 0–100 km/h |
| -------- | ----------------------- | --------------- | --------- | --------------------------------------- | ---------- |
| PHEV AWD | 2.0 L turbo + 3 motores | 680 kW (925 cv) | 47 kWh    | 165 km (elétrica), 1.302 km (combinada) | 3,7 s      |
| BEV AWD  | 3 motores elétricos     | 710 kW (965 cv) | 100,1 kWh | 610 km                                  | 3,5 s      |

A velocidade máxima é limitada a 200 km/h, e o N9 demonstrou estabilidade excepcional, alcançando 180 km/h no teste de estabilidade (Fishhook Test) sem capotamento.

## Versões
O Denza N9 está disponível em duas configurações:
| Versão | Recursos principais                                                               |
| ------ | --------------------------------------------------------------------------------- |
| Pro    | Suspensão DiSus-A, God's Eye B DiPilot 300, interior premium, carregamento rápido |
| Ultra  | Couro Nappa, portas elétricas, sistema de som premium, assentos com massagem      |

Uma edição limitada de lançamento, com acabamentos exclusivos e tecnologias adicionais, foi anunciada para as primeiras unidades.

## Mercado e vendas
Lançado na China em março de 2025, o Denza N9 tem preços a partir de ¥379.800 (cerca de US$54.000 ou R$290.000, em março de 2025). O SUV atraiu milhares de pré-encomendas, refletindo forte demanda no segmento de luxo. Produzido em Shenzhen, o N9 é projetado para competir com modelos como o Li Auto L9 e o Aito M9. A Denza planeja exportar o N9 para mercados asiáticos (e.g., Hong Kong, Singapura) e europeus a partir de 2026, seguindo sua estratégia de globalização.